# C.C. Catch
C.C. Catch, właściwie Caroline Catherina Müller (ur. 31 lipca 1964 w Oss) – niemiecka piosenkarka holenderskiego pochodzenia, której największa popularność przypadała na drugą połowę lat 80. XX wieku.
Najbardziej znana z przebojów: „I Can Lose My Heart Tonight”, „’Cause You Are Young” czy „Heartbreak Hotel”.

## Życiorys

### Wczesne lata
Urodziła się 31 lipca 1964 roku w holenderskiej miejscowości Oss. Jest córką Holenderki Corrie i Niemca Jürgena Müllerów. Pierwsze lata życia spędziła z matką w Holandii. Po ukończeniu sześcioletniej holenderskiej szkoły podstawowej wstąpiła do szkoły sprzątania, poza tym kształciła się w zawodzie sprzedawcy. Zanim ukończyła 14 lat, rzadko widywała ojca. W 1979 roku przeprowadziła się z matką do Bünde w Niemczech. Po ukończeniu szkoły średniej zaczęła studiować projektowanie ubioru i pracowała w fabryce odzieży.

### Początki kariery
W małej restauracji w Bünde poznała grupę muzyczną. Uczyła się grać na gitarze, tańczyć jazzowe tańce w Bad Oeynhausen i brała udział w konkursach jako piosenkarka pop. Jej ojciec zrezygnował z pracy przy klinkierze, kupił przedsiębiorstwo za 20 tys. marek i założył Orbita Agency, aby organizować konkursy utalentowanych piosenkarzy i wspierać swoją córkę.
Dwie piosenki, które wykonywała jako Carol Dean – „Queen of the Hearts” i „C’est la vie” – nie przyniosły jej sukcesu. Potem śpiewała w dziewczęcym kwartecie Optimal (producent – Peter Kent) z Claudią, Sylvią i Sabiną. Razem wydały dwa single: „Er War Magnetisch” (1983) i „The Good Bye / Kimi-Gasuki” (1984).

### 1985–1990

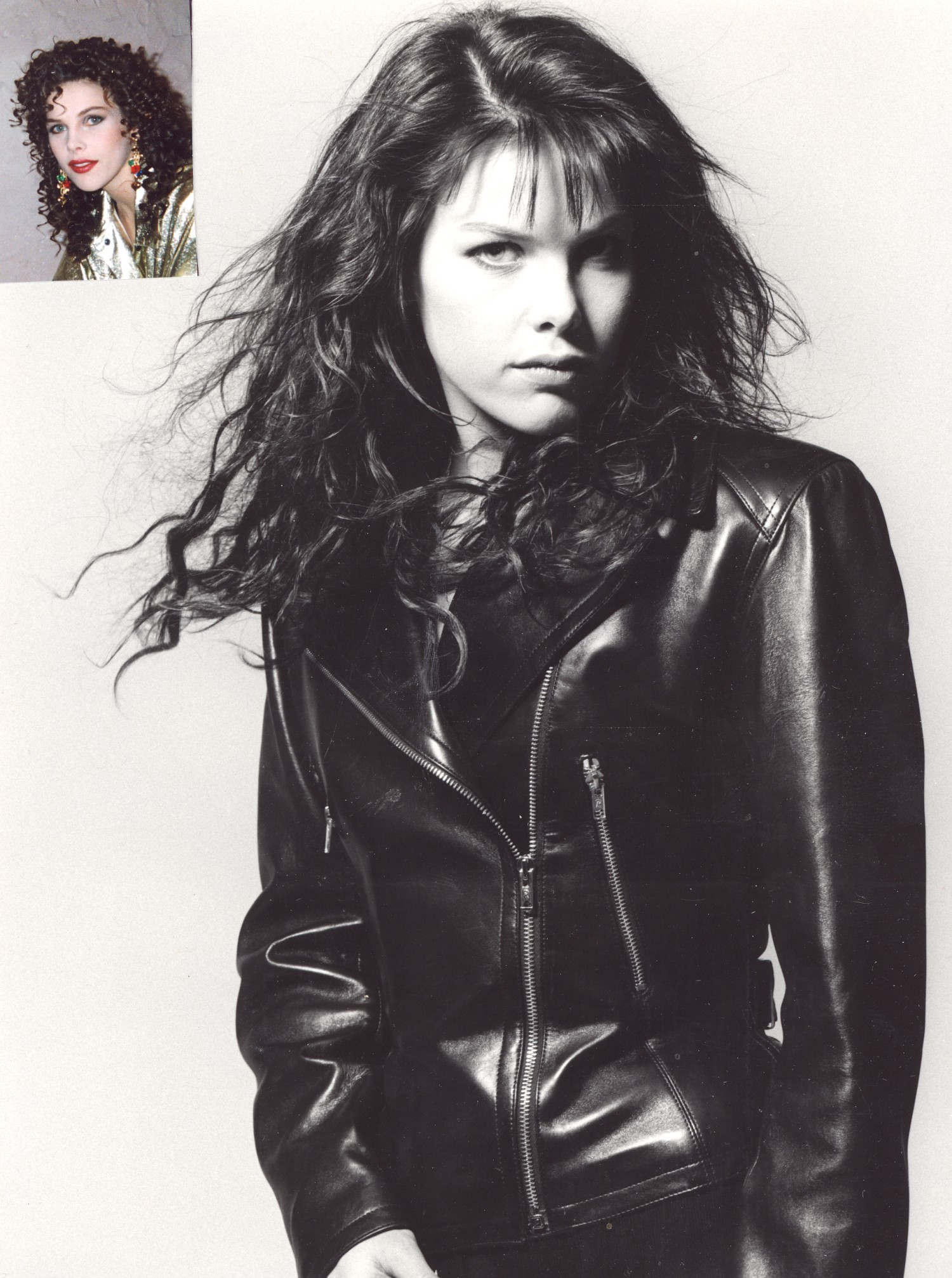
C.C. Catch w latach 80. XX wieku

W 1985 roku, podczas występu grupy Optimal w Hamburgu, zainteresował się nią Dieter Bohlen z zespołu Modern Talking. Muzyk postanowił nawiązać współpracę i dał jej do wykonania utwór „I Can Lose My Heart Tonight” (anglojęzyczną wersję piosenki „Keine Träne Tut Mir Leid” wykonywaną przez Mary Roos). Pierwotnie utwór ten miał znaleźć się w repertuarze Modern Talking. W lipcu 1985 r. ukazał się singel z tą piosenką. Zdobyła powodzenie w dyskotekach, a na listach przebojów uplasowała się na 13. pozycji. Kolejne dwa single („’Cause You Are Young”, „Strangers by Night”) oraz debiutancki album Catch the Catch ukazały się w pierwszej połowie 1986 roku. Na fali popularności artystki, Dieter Bohlen napisał dla niej utwory na kolejny album, Welcome to the Heartbreak Hotel, który ukazał się jeszcze w tym samym roku wraz z kolejnymi dwoma singlami („Heartbreak Hotel”, „Heaven and Hell”). Niedługo później nakładem wytwórni Amiga w NRD ukazał się minialbum (EP), Amiga Quartett: C.C. Catch, zawierający cztery nagrania z wydanego wcześniej drugiego LP artystki.
W 1987 roku, na rynku pojawił się trzeci album piosenkarki, Like a Hurricane. Promowały go dwa single międzynarodowe: „Are You Man Enough” i „Soul Survivor”. W roku 1988 lokalnie (w Hiszpanii i Danii) na singlu wydano również nagranie „Good Guys Only Win in Movies”.
W 1988 roku wydano dwa kolejne albumy: Diamonds – Her Greatest Hits (będący w sporym stopniu składanką) i  Big Fun. Przy ich promocji wydano pięć singli: „House of Mystic Lights” promowało wydaną wcześniej kompilację Diamonds – Her Greatest Hits, zaś cztery kolejne w kolejności „Backseat of Your Cadillac”, „Nothing But a Heartache”, „Summer Kisses” i „Baby I Need Your Love” promowały płytę Big Fun. W 1989 roku wytwórnia Hansa Records wydała kolejny album kompilacyjny pt. Classics. Promowano go wydanymi już wcześniej „Baby I Need Your Love” (promował zarówno wydany wcześniej Big Fun i tę kompilację) i „Good Guys Only Win in Movies” (reedycja międzynarodowa, wcześniej na singlu ten utwór ukazał się wyłącznie w Hiszpanii i Danii promując płytę Like a Hurricane).
We współpracy z Dieterem Bohlenem wydała razem pięć albumów, jednak ich współpraca zmierzała do schyłku. Müller chciała brać udział w tworzeniu nagrań dostarczając własne materiały, jednak kompozytor nie zgadzał się na to. Pod koniec lat 80 XX w. artystka zakończyła współpracę z Bohlenem i wyjechała do Wielkiej Brytanii, aby tam kontynuować karierę muzyczną, zmieniając styl. Skutkiem zmiany był wydany w 1989 r. przez wytwórnię Metronome album Hear What I Say (częściowo wyprodukowany przez muzyka Duran Duran, Andy’ego Taylora), który nie cieszył się taką popularnością, jak poprzednie. Tak samo było z promującymi go singlami „Big Time” i „Midnight Hour”.
W 1990 roku wytwórnia Hansa Records wydała w Hiszpanii kolejną kompilację: The Decade Remixes, którą promował singiel „The Decade 7" Remix”.

### 1991–2004
Piosenkarka powróciła na rynek muzyczny w 1998, kiedy to ukazał się album Best of ’98. Znalazły się na nim dwa jej wielkie przeboje w nowych wersjach: „Soul Survivor ’98” i „I Can Lose My Heart Tonight ’99” (wraz z raperem Krayzee), składanka największych przebojów „C.C. Catch Megamix ’98” oraz stare przeboje w oryginalnych aranżacjach.
W 2003 wydała singiel „Shake Your Head”, który nie zyskał na rynku muzycznym większego rozgłosu poza Hiszpanią, gdzie zajął 12. miejsce na hiszpańskiej liście przebojów. W 2004 wydała piosenkę „Silence”, za której produkcję odpowiedzialny był Tony Dawson-Harrison (lider grupy Captain Hollywood Project). Singiel ten przeszedł na rynku muzycznym (nawet w Hiszpanii) bez większego echa. W tym samym roku artystka wzięła udział w projekcie muzycznym Comeback United (obok min. Chrisa Normana, Limahla czy Haddawaya), efektem tego był singel „Survivor”.

### Od 2005 roku
Po paru latach przerwy, w 2010 na rynku pojawił się nowy singel artystki: „Unborn Love” we współpracy z hiszpańskim producentem Juanem Martinezem.

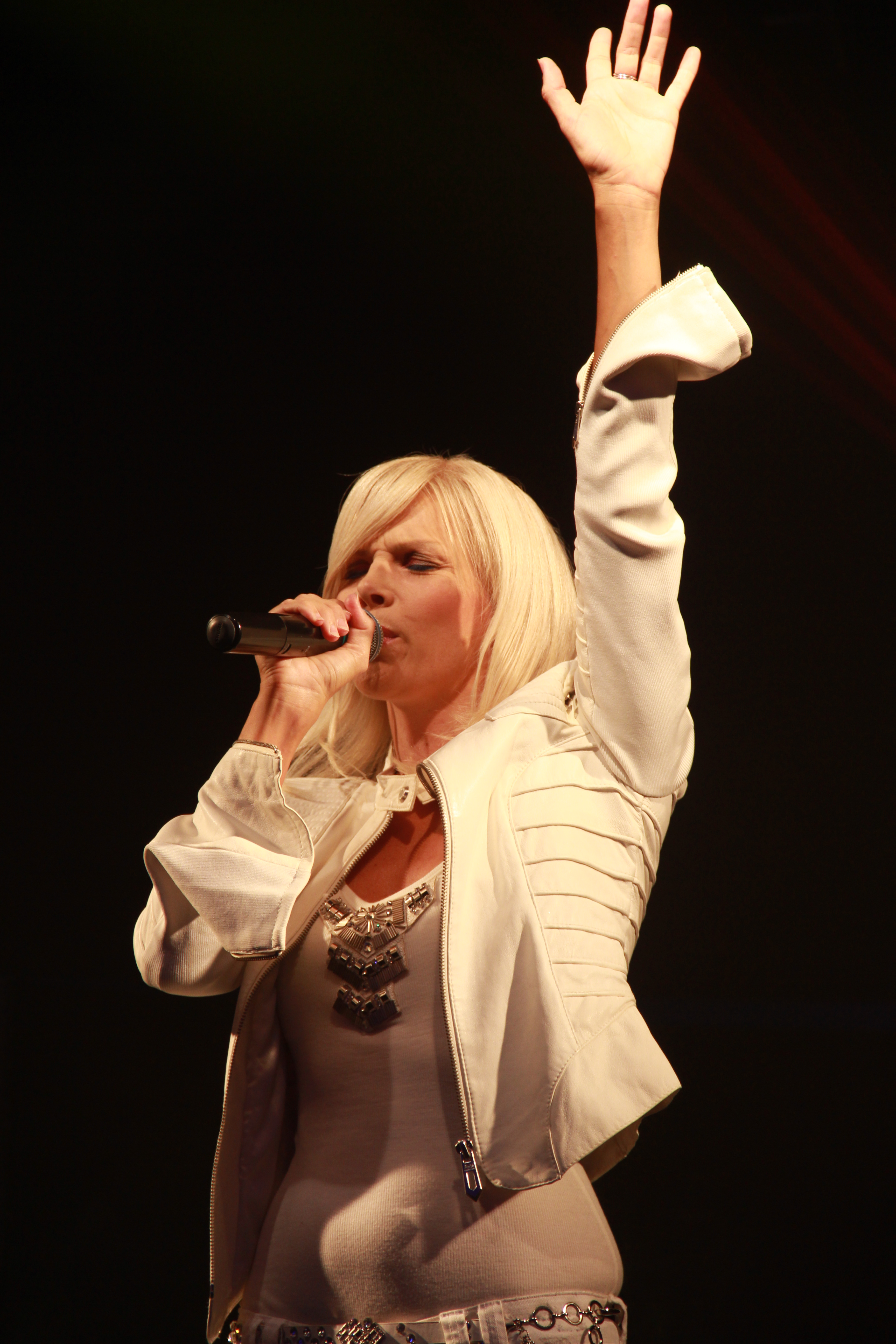
C.C.Catch (2011)

Podczas występu w Moskwie w listopadzie 2011 roku C.C. Catch zapowiedziała, że w roku 2012 zakończy karierę muzyczną. O zakończeniu kariery Müller poinformowała także na swojej stronie internetowej. Pomimo zapowiedzi zakończenia kariery, na początku 2013 roku w internecie zostały opublikowane wersje instrumentalne nowych piosenek C.C. Catch („Good Times Is Back”, „Summer Night”, „My Old Memories”) i nowa wersja instrumentalna piosenki „One Night’s Not Enough”, wszystkie utrzymane w klimacie euro disco, nawiązując stylem do muzyki z lat współpracy artystki z Dieterem Bohlenem.
Wbrew wcześniejszym zapowiedziom dotyczącym końca kariery, rok później, w 2014, pojawił się singel „Another Night in Nashville” w duecie z Chrisem Normanem (byłym wokalistą grupy Smokie).
27 marca 2021 na kanale artystki w serwisie YouTube swoją premierę miało jej nowe nagranie „If You Love Me”. 30 maja 2021 na tym kanale premierę miało również nagranie „Is This Love”, będące coverem utworu Boba Marleya nagranym ku jego pamięci.
31 lipca 2024 nakładem wytwórni Team33 ukazał się nowy singel piosenkarki: „Heal Me”. Stanowiło to powrót do współpracy z hiszpańskim producentem Luisem Rodríguezem. Piosenka została zadedykowana zmarłemu ojcu piosenkarki.

## Dyskografia

### Albumy studyjne
- 1986 – Catch the Catch
- 1986 – Welcome to the Heartbreak Hotel
- 1987 – Like a Hurricane
- 1988 – Diamonds – Her Greatest Hits (składanka z 3 premierowymi nagraniami, zaliczana jako album przez wytwórnię Hansa Records)
- 1988 – Big Fun
- 1989 – Classics (składanka, zaliczana jako album przez wytwórnię Hansa Records)
- 1989 – Hear What I Say
- 1998 – Best of ’98 (składanka z 6 premierowymi nagraniami, zaliczana jako album przez wytwórnię Hansa Records) – złota płyta w Polsce[21]

### Minialbumy (EP)
- 1986 – Amiga Quartett: C.C. Catch

### Single komercyjne
- 1985 – I Can Lose My Heart Tonight
- 1986 – ’Cause You Are Young
- 1986 – Strangers by Night
- 1986 – Heartbreak Hotel
- 1986 – Heaven and Hell
- 1987 – Are You Man Enough
- 1987 – Soul Survivor
- 1988 – Good Guys Only Win in Movies (pierwsze wydanie, wydane wyłącznie w Hiszpanii i Danii)
- 1988 – House of Mystic Lights
- 1988 – Backseat of Your Cadillac
- 1989 – Nothing But a Heartache
- 1989 – Summer Kisses
- 1989 – Baby I Need Your Love
- 1989 – Good Guys Only Win in Movies (drugie wydanie)
- 1989 – Big Time
- 1989 – Midnight Hour
- 1990 – The Decade 7" Remix
- 1998 – C.C. Catch Megamix ’98
- 1998 – Soul Survivor ’98
- 1999 – I Can Lose My Heart Tonight ’99
- 2003 – Shake Your Head
- 2004 – Silence
- 2010 – Unborn Love
- 2014 – Another Night in Nashville (duet z Chrisem Normanem)
- 2024 – Heal Me

### Single promocyjne i splity
- 1985 – Ryan Simmons / C.C. Catch – The Night Is Yours, The Night Is Mine / I Can Lose My Heart Tonight (tylko strona B płyty, wydane w Grecji)[22]
- 1986 – C.C. Catch / Shigeru Umebayashi – I Can Lose My Heart Tonight / Birthday (tylko strona A płyty, wydane promocyjnie w Japonii)[23]
- 1986 – C.C. Catch / Jennifer Rush – Stay / Ave Maria (tylko strona A płyty, wydane promocyjnie w Polsce)[24]
- 1986 – C.C. Catch / G.G. Anderson – You Shot A Hole In My Soul / Mädchen Mädchen (tylko strona A płyty, wydane promocyjnie w Niemczech)[25]
- 1987 – Zarrillo / C.C. Catch – La Notte Dei Pensieri / Heartbreak Hotel (tylko strona B płyty, wydane we Włoszech)[26]
- 1987 – Shy Rose / C.C. Catch – I Cry For You / Are You Man Enough (tylko strona B płyty, wydane promocyjnie w Japonii)[27]
- 1988 – C.C. Catch / a-ha – Backseat Of Your Cadillac / Touchy (tylko strona A płyty, wydane promocyjnie w Polsce)[28]

### Składanki
- 1987 – Modern Talking vs. C.C. Catch Megamix
- 1988 – Super Disco Hits
- 1988 – Strangers by Night
- 1989 – Super 20
- 1990 – The Decade Remixes
- 1991 – Star Collection
- 1994 – Back Seat Of Your Cadillac
- 1994 – Super Disco Hits (reedycja)
- 1994 – Golden Stars International
- 2000 – The Best Of C.C. Catch
- 2000 – Heartbreak Hotel
- 2002 – In The Mix – 80’s Best
- 2005 – Catch The Hits
- 2005 – The 80’s Album
- 2006 – Maxi Hit–Sensation
- 2007 – Grand Collection. 1
- 2007 – Grand Collection. 2
- 2007 – Ultimate C.C. Catch
- 2008 – Maxi Hit–Sensation (Diamond Edition) (reedycja)
- 2011 – 25th Anniversary Box
- 2017 – Hits & More
- 2018 – Greatest Hits
- 2019 – Unborn Love
- 2020 – Golden Disco Hits (Part 1)

### Miksy i remiksy
- 1994 – ′′The Decade Megamix′′
- 1999 – ′′Catch The Mix′′
- 2000 – Welcome To The Heartbreak Hotel – Mix
- 2002 – The Hurricane Mix
- 2003 – Dance Maker Mix (vol.1-5)
- 2003 – Mega Dance Maker Mix
- 2003 – Mega Mix
- 2003 – Premium Mix
- 2005 – Dimka’s Mixe
- 2006 – Maxi Hit Sensation
- 2006 – Maxi Hit-Senastion (Nonstop DJ-Mix)
- 2008 – Long Mix
- 2008 – Remixed Classics & Extended Version (Vol.15)
- 2008 – Special Ultrasound Rare Remixes (Vol.41)
- 2009 – Remixes 2009
- 2010 – Dj Master Traxx-Extended Album Version (vol.2)
- 2010 – Extended New Style Special 2010(Dj Master Traxx)
- 2011 – Best Of The Best (Remix Version)
- 2011 – C.C.Catch Gigamix (C.C.Catch & Viperill)
- 2011 – Fan Made Best Remixes 6xCD

### Wydawnictwa DVD
- 2005 – The 80’s Video Clips DVD (płyta DVD w kompilacji Catch The Hits)
- 2012 – C.C.Catch – Pretty Voices DVDx5